# Bing (serie animata)
Bing è una serie animata britannica rivolta a bambini dai 2 ai 6 anni. La serie è basata sui libri di Ted Dewan (pubblicati per la prima volta nel 2003). La serie è stata messa in onda per la prima volta nel 2014 nel Regno Unito su CBeebies. In Italia è stato trasmesso inizialmente su Rai YoYo dal 18 febbraio 2018 e su DeA Junior dal 18 marzo 2019.

## Trama
Bing è un coniglio in età prescolare che in ogni episodio affronta delle sfide che sembrano alla sua portata, ma che, spesso, si rivelano più grandi di lui. Per fortuna, trova sempre la chiave giusta e con l'aiuto di tanti amici, ogni impresa diventa una piccola conquista per Bing.
Vive in un mondo ribaltato, dove gli adulti vengono rappresentati da pupazzi di pezza. Ogni episodio della serie si conclude con la spiegazione di Bing di quello che è successo e di quello che ha imparato.

## Personaggi
- Bing: Bing è un coniglietto nero di 3 anni e il protagonista del cartone animato. È allegro, vivace, sensibile, permaloso, timido. Indossa una maglietta verde, una tutina rossa, delle calze a righe e delle scarpette bianche e nere. Ama scoprire nuove cose ed è ghiotto di carote. Il suo giocattolo preferito è Hoppity Voosh, un coniglio pupazzo supereroe. Quando vuole descrivere qualcosa di molto buono da mangiare dice "squisilizioso". È mancino. I suoi amici sono Sula, Flop, Amma, Padget, Molly, Gilly, Pando, Coco, Nicky e Charlie ed ama i fuochi d'artificio. Bing è doppiato da Diego Follega (prima stagione) e Arturo Sorino (dalla seconda stagione).

- Flop: Flop è il tutore di Bing e lo guida nella sua vita da bambino, lo intrattiene e lo calma quando affronta un problema. Non è mai autoritario. È un pupazzo di pezza arancione ed è sempre presente in ogni puntata. Alla fine di ogni episodio dice ...è una cosa da Bing!, a voler invitare tutti i bambini a credere in loro stessi, perché, come Bing, crescendo saranno in grado di affrontare ogni sfida, piccola o grande che sia. Flop è doppiato da Fabrizio Russotto.

- Sula: Sula è un'elefantessa marrone, ha quattro anni ed è la migliore amica di Bing. È solare, dolce, sensibile e molto goffa. Indossa un vestito rosa, delle calze fucsia e delle scarpe dorate. Ha paura dei rumori forti come quelli dei fuochi d'artificio, ma le piacciono le cose luccicanti e brillanti, le fate e la magia. Il suo giocattolo preferito è Hippoty, un ippopotamo giallo con un tutù da ballerina e due ali da fata. Sula è doppiata da Sara Tesei.

- Amma: Amma è la tutrice di Sula e un'elefantessa azzurra. Ha sempre pronta una soluzione ed è molto affettuosa con tutti. Gestisce l'asilo frequentato dai protagonisti e nell'episodio 64 anche un bar nella stessa struttura. Amma è doppiata da Alessandra Korompay.

- Pando: Pando è un piccolo panda, ha circa tre anni ed è l'amico di Bing. Indossa una maglietta bianca, delle scarpe da ginnastica e dei pantaloncini gialli, che finisce sempre per togliere rimanendo in mutande: questo perché gli piace fare le cose liberamente, come giocare.[2] Di attitudine un po' immatura, si ritrova spesso a fare cose che a Bing non vanno bene. Pando è doppiato da Gabriele Meoni (prima stagione) e Francesco Raffaeli (dalla seconda stagione).

- Padget: Padget è la tutrice di Pando. È dolce e allegra e ha un gatto di nome Arlo. Gestisce il negozio e a volte fa jogging e guida il suo tuk tuk giallo, un caratteristico taxi a tre ruote. È una creatura di pezza color verde chiaro, non si capisce bene che animale sia. Padget è doppiata da Barbara De Bortoli.

- Coco: Coco è la cugina di Bing. Ha 5 anni e ha un fratello minore di nome Charlie. È una coniglietta bianca con gli occhi castani e le piacciono molto il colore viola e le coccinelle. È dolce, sensibile, allegra e solare, ma soprattutto molto responsabile e paziente con i cuccioli più piccoli di lei. Vuole molto bene a Bing, che la bacia in un episodio, e al suo fratellino Charlie e adora la musica, le piace cantare e ballare e ama insegnarlo agli altri cuccioli. Indossa sempre una maglietta con una coccinella rossa, una gonna corta viola, delle calze bianche a pois colorati, scarpe rosa e una felpa viola. Ha anche degli elastici per capelli sulle orecchie, in cui sono infilati penne e pastelli. I suoi giocattoli preferiti sono le Topoline Arcobaleno, sette topoline di plastica di diversi colori. Molti dei suoi vecchi giocattoli sono stati regalati al cugino Bing, come ad esempio i cubi nell'episodio "I cubi" e alcuni costumi per travestirsi, apparsi nell'episodio "Mascherarsi"; tra cui un tutù e la corona per la quale i due cugini finiranno per litigare, ma fanno poi pace. Coco è doppiata da Lucrezia Roma.

- Charlie: Charlie è il fratellino di Coco e il cuginetto di Bing. Non sa ancora parlare, ma riesce a farsi capire bene. Indossa sempre una tutina gialla con delle carote. Il suo giocattolo preferito è un coniglietto morbido rosso che emette dei suoni e si chiama Strizzolino. Poiché è un neonato, non sa ancora camminare ma ci è riuscito nell'episodio "Scarpine a sonagli". Charlie non ha un doppiatore, quest'ultimo è l'unico personaggio che non parla.

- Molly: Molly è la tutrice di Coco e Charlie, appare molto raramente. Lavora anche come dottoressa ed è sempre molto impegnata, per questo lascia spesso Coco e Charlie a casa di Flop e Bing. È una piccola creatura dalla pelle rossa spesso vista con gli occhiali e un camice bianco da laboratorio e ha una macchina grigia, non si capisce bene che animale sia. Molly è doppiata da Ginevra Fortignini.

- Gilly: Gilly è la gelataia con il carretto motorizzato e viene accompagnata sempre dal suo cane Popsie. Vi è anche il cane Raggio di Sole, sorella di Popsie, che viene curata da Gilly solo il martedì. È gialla e non si capisce bene che animale sia. Gilly è doppiata da Valeria Perilli.

- Nicky: Nicky è un elefantino marrone e il cuginetto di Sula. È molto piccolo e porta degli occhiali. Indossa una maglietta arancione e una salopette blu e appare per la prima volta nella seconda stagione. Ha 2 anni e vuole molto bene a Sula. Nicky è doppiato da Giada Borgazzi.

## Episodi
La serie è composta da 104 episodi di otto minuti ciascuno. Il programma si concentra su situazioni di vita reale vissute da molti bambini e dai loro genitori. Alla fine, Bing riassume ciò che è successo nell'episodio, con Flop che intona "È una cosa da Bing". 

### Prima stagione
| N° | Titolo                        | Titolo originale      |
| -- | ----------------------------- | --------------------- |
| 1  | Fuochi d'artificio            | Fireworks             |
| 2  | La scatola dei ricordi        | Bye Bye               |
| 3  | L'altalena                    | Swing                 |
| 4  | I cubi                        | Blocks                |
| 5  | Anatroccoli                   | Ducks                 |
| 6  | Il frullato                   | Smoothie              |
| 7  | La rana                       | Frog                  |
| 8  | Il parcheggio                 | Car Park              |
| 9  | Le ombre                      | Shadow                |
| 10 | Le belle statuine             | Musical Statues       |
| 11 | L'aspirapolvere               | Voo Voo               |
| 12 | Lo scivolo                    | Here I Go             |
| 13 | Crescere                      | Growing               |
| 14 | Etciù!                        | Atchoo!               |
| 15 | Nascondino                    | Hide and Seek         |
| 16 | Biscotti                      | Bake                  |
| 17 | Il trenino                    | Train                 |
| 18 | Salutare gli amici            | Say Goodbye           |
| 19 | Perdere e ritrovare           | Lost                  |
| 20 | Il pic-nic                    | Picnic                |
| 21 | Il palloncino                 | Balloon               |
| 22 | Mascherarsi                   | Dressing Up           |
| 23 | Un biglietto per Sula         | Something for Sula    |
| 24 | Il talento                    | Knack                 |
| 25 | Le cose preferite             | Hearts                |
| 26 | La favola della buonanotte    | Storytime             |
| 27 | Fare un regalo                | Giving                |
| 28 | Hula Hoop                     | Hula Hoop             |
| 29 | Grandi stivali                | Big Boots             |
| 30 | Bolle di sapone               | Bubbles               |
| 31 | In piscina                    | Paddling Pool         |
| 32 | La copertina                  | Blankie               |
| 33 | Bu!                           | Boo                   |
| 34 | Il taxi parlante              | Talkie Taxi           |
| 35 | L'aquilone                    | Kite                  |
| 36 | Bagno di schiuma              | More                  |
| 37 | Polverina magica              | Sparkle Magic         |
| 38 | Piantare alberi               | Tree                  |
| 39 | Nostalgia di Flop             | Where's Flop          |
| 40 | Il cestino del pranzo         | Lunchbox              |
| 41 | Dormire con gli amici         | Sleepover             |
| 42 | La macchinetta delle sorprese | Surprise Machine      |
| 43 | Le vertigini                  | Dizzy                 |
| 44 | La casetta                    | House                 |
| 45 | I ghiaccioli                  | Ice Lolly             |
| 46 | Il murale                     | Mural                 |
| 47 | Nascondersi                   | Hiding                |
| 48 | Il castello di sabbia         | Sandcastle            |
| 49 | Ghiande                       | Acorns                |
| 50 | Scarpine a sonagli            | Jingly Shoes          |
| 51 | Prendersi cura di Flop        | Looking After Flop    |
| 52 | Musica!                       | Music                 |
| 53 | Hippoty Hoppity Voosh         | Hippoty Hoppity Voosh |
| 54 | Il soffio del drago           | Dragon Breath         |
| 55 | Giocare con Charlie           | Come On Charlie       |
| 56 | Skateboard                    | Skateboard            |
| 57 | Farfalle                      | Butterfly             |
| 58 | Il puntisauro                 | Chalk Dinosaur        |
| 59 | Patate                        | Potato                |
| 60 | Stivali di gomma              | Wellies               |
| 61 | Il gelato                     | Ice Cream             |
| 62 | Cerotti                       | Plasters              |
| 63 | Gatti                         | Cat                   |
| 64 | Denti di leone                | Dandelion             |
| 65 | Voosh                         | Voosh!                |
| 66 | Esploratori della natura      | Nature Explorer       |
| 67 | Scegliere                     | Choosing              |
| 68 | Il buio                       | Dark                  |
| 69 | Salire sugli alberi           | Stuck                 |
| 70 | La torta                      | Cake                  |
| 71 | Le compere                    | Not Yours             |
| 72 | Dividersi le cose             | Mine                  |
| 73 | Il pranzo                     | Lunch                 |
| 74 | Bau!                          | Woof!                 |
| 75 | Facce d'uovo                  | Eggy Head             |
| 76 | Festa per pupazzi             | Toy Party             |
| 77 | Il cellulare                  | Mobile Phone          |
| 78 | Lo spettacolo                 | Show                  |

### Seconda stagione
| N° | Titolo                 | Titolo originale |
| -- | ---------------------- | ---------------- |
| 1  | Nicky                  | Nicky            |
| 2  | Halloween              | Halloween        |
| 3  | Pittura del viso       | Face paint       |
| 4  | Il vaccino             | Vaccination      |
| 5  | Quadri di foglie       | Leaf pictures    |
| 6  | Il camion dei pompieri | Fire engine      |
| 7  | Gli scarabocchi        | Squiggle         |
| 8  | Pigiama party          | Pj party         |
| 9  | Il tubo dell'acqua     | Hose Pipe        |
| 10 | Il compleanno          | Birthday         |
| 11 | La casetta             | Playhouse        |
| 12 | I nomi                 | Names            |
| 13 | Il campeggio           | Camping          |
| 14 | Gita in autobus        | Bus ride         |
| 15 | I magneti              | Magnets          |
| 16 | Il negozio             | Shop             |
| 17 | Giocare a Palla        | Ball             |
| 18 | Incidenti              | Accident         |
| 19 | Il teatrino            | Puppet show      |
| 20 | Dire la verità         | Charlie did it   |
| 21 | Il salvataggio         | Helping hoppity  |
| 22 | Storie                 | Story            |
| 23 | Saltare con la corda   | Skipping         |
| 24 | Fossili                | Fossil           |
| 25 | I regali di Natale     | Presents         |
| 26 | Neve                   | Snow             |